# Kroken (Tromsø)
Kroken est une localité du comté de Troms, en Norvège.

## Géographie
Administrativement, Kroken fait partie de la kommune de Tromsø.